# Boston-Marathon 2015
Der Boston-Marathon 2015 war die 119. Ausgabe der jährlich stattfindenden Laufveranstaltung in Boston, Vereinigte Staaten. Der Marathon fand am 20. April 2015 statt. Er war der zweite Lauf des World Marathon Majors 2015/16 und hatte das Etikett Gold der IAAF Road Race Label Events 2015.
Bei den Männern gewann Lelisa Desisa in 2:09:17 h und bei den Frauen Caroline Rotich in 2:24:55 h.

## Ergebnisse

### Männer
| Platz | Athlet              | Land               | Zeit (h) |
| ----- | ------------------- | ------------------ | -------- |
| 01    | Lelisa Desisa       | Äthiopien          | 2:09:17  |
| 02    | Yemane Tsegay       | Äthiopien          | 2:09:48  |
| 03    | Wilson Chebet       | Kenia              | 2:10:22  |
| 04    | Bernard Kipyego     | Kenia              | 2:10:47  |
| 05    | Wesley Korir        | Kenia              | 2:10:49  |
| 06    | Frankline Chepkwony | Kenia              | 2:10:52  |
| 07    | Dathan Ritzenhein   | Vereinigte Staaten | 2:11:20  |
| 08    | Meb Keflezighi      | Vereinigte Staaten | 2:12:42  |
| 09    | Tadese Tola         | Äthiopien          | 2:13:35  |
| 10    | Witalij Schafar     | Ukraine            | 2:13:52  |

### Frauen
| Platz | Athletin         | Land               | Zeit (h) |
| ----- | ---------------- | ------------------ | -------- |
| 01    | Caroline Rotich  | Kenia              | 2:24:55  |
| 02    | Mare Dibaba      | Äthiopien          | 2:24:59  |
| 03    | Bizunesh Deba    | Äthiopien          | 2:25:09  |
| 04    | Desiree Linden   | Vereinigte Staaten | 2:25:39  |
| 05    | Sharon Cherop    | Kenia              | 2:26:05  |
| 06    | Caroline Kilel   | Kenia              | 2:26:40  |
| 07    | Aberu Kebede     | Äthiopien          | 2:26:52  |
| 08    | Shure Demise     | Äthiopien          | 2:27:14  |
| 09    | Shalane Flanagan | Vereinigte Staaten | 2:27:47  |
| 10    | Joyce Chepkirui  | Kenia              | 2:29:07  |